# Helmut Siefert
Helmut Siefert (geboren am 26. Januar 1939 in Berlin; gestorben am 8. August 2012 in Bad Salzhausen) war ein deutscher Medizinhistoriker.

## Leben
Siefert studierte Medizin in Berlin und Marburg. 1967 wurde er bei Gunter Mann (1924–1992) und Fritz Hartmann in Marburg mit der Dissertation Das naturwissenschaftliche und medizinische Vereinswesen im deutschen Sprachgebiet (1750–1850) zum Dr. med. promoviert.
Von 1967 bis 1972 war er wissenschaftlicher Assistent am Institut für Geschichte der Medizin der Philipps-Universität Marburg und am Senckenbergischen Institut für Geschichte der Medizin der Goethe-Universität Frankfurt am Main. 1972 erhielt er eine H2-Professur für Geschichte der Medizin in Frankfurt, die 1978 in eine C2-Professur umgewandelt wurde. Gleichzeitig war er von 1995 bis zu seiner Emeritierung 2004 Geschäftsführender Direktor des Senckenbergischen Instituts für Geschichte der Medizin. 1982 schloss er eine Zusatzausbildung in tiefenpsychologisch fundierter Psychotherapie ab.
Siefert hat 1978–1984 eine Ausgabe von Schriften Georg Groddecks betreut. Er arbeitete auch zum Frankfurter Arzt Heinrich Hoffmann, dem Schöpfer des Struwwelpeter.
Helmut Siefert war Mitautor des von Wolfgang U. Eckart und Christoph Gradmann herausgegebenen Ärztelexikons, das 2006 in dritter Auflage erschien. Er schrieb unter anderem die Biographie von Alexander Mitscherlich. Zudem war er Mitautor der von Werner E. Gerabek mit Bernhard Dietrich Haage, Gundolf Keil und Wolfgang Wegner 2005 herausgegebenen Enzyklopädie Medizingeschichte.
Siefert war Prädikant der Evangelischen Kirche in Hessen und Nassau und Meditations- und Kontemplationslehrer bei der Gemeinschaft Via Cordis in Flüeli-Ranft. Er wohnte in Bad Salzhausen, war verheiratet und hat einen Sohn.

## Schriften (Auswahl)
- Helmut Siefert, Werner Friedrich Kümmel: Kursus der medizinischen Terminologie. Stuttgart: Schattauer 1974.
- Der Zwangsstuhl. Ein Beispiel für den Umgang mit Geisteskranken im 19. Jahrhundert in Haina. In: Walter Heinemeyer, Tilman Pünder (Hrsg.): 450 Jahre Psychiatrie in Hessen. Marburg an der Lahn 1983 (= Veröffentlichungen der Historischen Kommission für Hessen. Band 47), S. 309–320.
- Mitherausgeber einer Werkausgabe von Heinrich Hoffmann in 4 Bänden im Insel-Verlag Frankfurt am Main, 1985–1990
- Mitherausgeber: Heinrich Hoffmann: Allerlei Weisheit und Torheit. Ein Lesebuch zum 200. Geburtstag. Mabuse, Frankfurt am Main 2009
- Sigmund Freud, Georg Groddeck und die psychosomatische Medizin. In: Praxis der Psychotherapie und Psychosomatik. 24, 1979, ISSN 0171-791X, S. 63–78.
- Georg Groddeck: Psychoanalytische Schriften zur Literatur und Kunst. Neu ausgew. und hrsg. von Helmut Siefert, Frankfurt am Main  : Fischer-Taschenbuch-Verl., 1978 ISBN 3-596-26362-X